# István Ujhelyi
István Ujhelyi (28. února 1975, Berettyóújfalu) je maďarský právník a politik, bývalý poslanec Zemského sněmu za levicovou MSZP, od roku 2014 poslanec Evropského parlamentu v 8. (2014–2019) a 9. volebním období (2019–2024) zasedající ve frakci Pokrokové spojenectví socialistů a demokratů (S & D).

## Studia
V roce 1993 odmaturoval na Tóth Árpád Gimnáziumban v Debrecenu. V roce 2002 absolvoval doktorské studium práv na Szegedi Tudományegyetem v jihomaďarském Szegedu. 

## Politika
V roce 1993 vstoupil do MSZP, kterou opustil v říjnu 2022 a založil novou stranu Esély Közösség (EK).
- Parlamentní volby v Maďarsku 2002 – poprvé zvolen poslancem v jednomandátovém volebním obvodu župy Csongrád č. 1. OEVK: Szeged.
- Parlamentní volby v Maďarsku 2006 – podruhé zvolen poslancem v jednomandátovém volebním obvodu župy Csongrád č. 1. OEVK: Szeged.
- Parlamentní volby v Maďarsku 2010 – potřetí zvolen poslancem z celostátní kandidátní listiny MSZP.
- Volby do Evropského parlamentu v Maďarsku 2014 – kandidoval na 2. místě kandidátní listiny MSZP a byl poprvé zvolen poslancem EP.
- Volby do Evropského parlamentu v Maďarsku 2019 – kandidoval na 2. místě kandidátní listiny koalice MSZP–Párbeszéd, která ve volbách získala jen jeden mandát, avšak zvolený poslanec Bertalan Tóth, původně kandidující na 1. místě, odstoupil ve prospěch druhého v pořadí a Ujhelyi tak byl podruhé zvolen poslancem EP.

## Soukromý život
Je podruhé ženatý. Jeho první ženou byla Éva Péntek, se kterou má děti: Balázs (* 2000), Eszter (* 2002), Emese (* 2004), Enikő (* 2006). Druhou manželkou je Orsolya Wessely (* 1983), se kterou má děti: Csenge Szidónia (* 2017) a Bercel (* 2020).

## Kniha
- UJHELYI, István. NEKI HARANGOZTAK - VÁLOGATOTT NYÍLT LEVELEK A NER ELLENZÉKÉBŐL. Budapest: Kossuth Kiadó, 2019. 253 s. ISBN 9789630996044.